# Okřesaneč
Okřesaneč är en ort i Tjeckien.   Den ligger i regionen Mellersta Böhmen, i den centrala delen av landet, 80 km öster om huvudstaden Prag. Okřesaneč ligger 289 meter över havet och antalet invånare är 190.
Terrängen runt Okřesaneč är platt åt sydväst, men åt nordost är den kuperad. Runt Okřesaneč är det ganska tätbefolkat, med 116 invånare per kvadratkilometer. Närmaste större samhälle är Kutná Hora, 18,3 km nordväst om Okřesaneč. Trakten runt Okřesaneč består till största delen av jordbruksmark.